# Угалье
Угалье — деревня в составе Вендорожского сельсовета Могилёвского района Могилёвской области Республики Беларусь.

## Географическое положение
Ближайшие населённые пункты: Новый Синин, Старый Синин, Берёзовка.